# No Game No Life: Zero
No Game No Life: Zero (ノーゲーム・ノーライフ ゼロ, Nōgēmu Nōraifu Zero) é um filme de animação japonesa baseado no sexto volume da light novel de No Game no Life, de Yuu Kamiya. O filme foi dirigido por Atsuko Ishizuka no estúdio Madhouse. Foi lançado no Japão em 15 de julho de 2017. O filme foi licenciado pela Sentai Filmworks na América do Norte, Madman Entertainment na Austrália e Nova Zelândia, e pela MVM no Reino Unido e Irlanda.

## Produção
O filme foi anunciado durante o evento MF Bunko J Summer School Festival 2016 em 17 de julho de 2016. O título do filme foi revelado como No Game No Life: Zero em 3 de março de 2017. O filme foi produzido principalmente pela mesma equipe do anime anterior. Foi dirigido por Atsuko Ishizuka e escrito por Jukki Hanada, com animação do estúdio Madhouse. Satoshi Tasaki cuidou do desenho de personagens. A sonorização do filme foi feita por Yoshiaki Fujisawa e produzida por Kadokawa. Outros funcionários que retornaram incluem Eiji Iwase, Tsukasa Ohira, Harue Ono, Kenji Fujita, Shuhei Yabuta, Kashiko Kimura, Jin Aketagawa, Kazuhiro Hocchi e Tsukasa Ohira. Konomi Suzuki, que canta o tema de abertura do anime original, também cantou a música tema do filme, "There is a reason".

## Lançamento
O filme estreou no Japão em 15 de julho de 2017. Foi exibido inicialmente em 61 cinemas antes de expandir para 178. Ele teve um lançamento em 4DX em 48 cinemas no Japão a partir de 9 de setembro de 2017. O filme foi lançado em vídeo caseiro no Japão em 23 de fevereiro de 2018.
Em 12 de junho de 2017, a Sentai Filmworks anunciou que havia licenciado o filme. A Azoland Pictures distribuiu o filme teatralmente nos Estados Unidos e estreou com uma dublagem em inglês no Los Angeles Anime Film Festival em 15 de setembro de 2016 e com legendas em inglês em 16 de setembro de 2017. Foi lançado em todo o país em 5 de outubro de 2017 (em inglês) e 8 de outubro de 2017 (em inglês). Sentai lançará o filme em vídeo caseiro em 28 de agosto de 2018.
A Madman Entertainment licenciou o filme para lançamento na Austrália e na Nova Zelândia, exibiu-o com legendas em inglês no Madman Anime Festival em Melbourne em 5 de novembro de 2017.
A MVM licenciou o filme no Reino Unido e o lançou em 2018.

## Recepção
O filme estreou na sétima posição nas bilheterias japonesas, caindo posteriormente para o décimo lugar em seu segundo final de semana. Arrecadou quinhentos milhões de ienes em 18 de agosto de 2017 e setecentos milhões de ienes em 30 de setembro de 2017.
De acordo com as estatísticas de vendas da Oricon, o Blu-ray de edição limitada do filme vendeu 29.586 cópias, enquanto o Blu-ray de edição padrão vendeu 6.133 cópias e o DVD de edição padrão vendeu 4.068 cópias.
Kim Morrissy, da Anime News Network, fez uma crítica positiva ao filme, escrevendo que "como prequência independente, eu não poderia ter pedido nada melhor". Segundo ele, o filme é mais resumido e sucinto do que a série de televisão, permitindo que ele focalizasse mais sua mensagem sobre o potencial da humanidade sem o "fanservice intrusivo" do original. Ele também elogiou a animação do filme e sentiu que era o melhor trabalho que Atsuko Ishizuka havia realizado até agora como diretor.
Rachel Cheung, do South China Morning Post, deu ao filme 2,5 de 5 estrelas, opinando que satisfaria os fãs do material original, mas deixaria os novatos confusos.